# Carico glicemico
Il carico glicemico o CG (dall'inglese glycemic load, abbreviato in GL) è un parametro che stabilisce l'impatto sulla glicemia di un pasto glucidico in base al suo indice glicemico (IG) e la quantità di carboidrati contenuti al suo interno. Il carico glicemico combina la qualità e la quantità di carboidrati in un numero. È il metodo per prevedere i valori della glicemia in base al tipo e alla quantità di cibo contenente carboidrati. La formula per calcolarlo è: GL = (indice glicemico di un alimento x la quantità di carboidrati contenuti nell'alimento) diviso per 100. Maggiore è il carico glicemico, maggiore è il conseguente innalzamento dei livelli glicemici e il rilascio di insulina nel sangue.

## Definizione
Dalla sua scoperta nel 1981, il valore dell'indice glicemico degli alimenti portò a pensare semplicisticamente che per prevenire casi di iperglicemia bastasse eliminare dal regime alimentare i cibi con alto indice glicemico (Metodo Montignac sviluppato dal giornalista francese Michel Montignac), e quindi a demonizzare anche alimenti dalle interessanti qualità nutritive, che pur presentando un IG relativamente elevato, non causano un impatto violento sulla glicemia se consumati in quantità moderate, oppure non portano ad un impatto rilevante se consumati in quantità basse, oppure ancora, contengono una percentuale così bassa di carboidrati che anche in dosi modeste non riescono ad incrementare significativamente i livelli di zuccheri nel sangue. Non si era considerato che l'indice glicemico era un valore assoluto per i cibi glucidici, e che questo aveva validità se i cibi stessi venivano paragonati sulla base dello stesso contenuto di carboidrati (50 grammi). In questo modo non si comprese che era fondamentale iniziare ad introdurre il concetto della proporzione, poiché anche cibi a IG medio o basso potevano provocare iperglicemia se assunti in quantità proporzionalmente elevate. Non si teneva conto quindi che a determinare casi di iperglicemia non era il cibo ad alto indice glicemico, bensì la relativa quantità di un alimento contenente carboidrati (o un carboidrato puro) in base al suo indice glicemico e alla sua percentuale di carboidrati. Per rendere l'idea, incide più significativamente sulla glicemia un cibo a basso o medio indice glicemico consumato in grandi quantità, rispetto a un cibo ad alto indice glicemico consumato in quantità esigue. Con un'analogia, l'indice glicemico sta al carico glicemico come il peso specifico sta al peso di un materiale. Di conseguenza, poiché gli alimenti e i pasti differiscono nel contenuto di carboidrati, ben 16 anni dopo la nascita del IG, nel 1997 alcuni ricercatori (Salmerón et al.) definirono il carico glicemico come il prodotto aritmetico dell'indice glicemico e della specifica quantità di carboidrati assunta. Il rapporto tra questi due dati forniva un coefficiente, che in base ad una scala di valori è stato riconosciuto come basso, moderato o alto.

### Livelli glicemici e insulinemici
In base al fatto che l'insulina non viene stimolata solo dai carboidrati, ma anche da proteine (o aminoacidi) e grassi, in tempi più recenti è emerso un altro parametro in grado di determinare più precisamente la produzione di insulina in seguito all'ingestione di un pasto, che non tiene conto solo del contenuto di carboidrati, ma di tutti i nutrienti in grado di incrementare la produzione dell'ormone. Si tratta del indice insulinico (II) e carico insulinico (CI). Infatti si è visto che anche altri alimenti contenenti carboidrati in quantità minime, irrilevanti, o nulle, riuscissero comunque a stimolare una forte produzione di insulina, o che mescolare i carboidrati con proteine e/o grassi, o in generale combinare i macronutrienti in un pasto, ne incrementasse un'ulteriore secrezione. La combinazione dei metodi di misurazione "indice e carico glicemico" non sono dunque gli unici riferimenti da considerare per prevenire o controllare l'iperinsulinemia, insulinoresistenza, diabete, o controllo del peso.

## Calcolo del Carico glicemico
GL = indice glicemico di un alimento x quantità in grammi di carboidrati contenuti precisamente nella quantità consumata dell'alimento / 100

## Scala di valori del carico glicemico[9][10]
Valutare se un cibo contenente carboidrati abbia un indice glicemico alto, medio, o basso, effettivamente non serve a comprendere se una determinata quantità di questo cibo abbia un impatto tale da provocare effetti negativi o indesiderati. Ciò che deve essere controllato infatti è piuttosto la soglia che stabilisce se è il carico glicemico ad essere alto, medio, o basso, in modo da capire se la quantità di carboidrati contenuti in una data porzione di un alimento sia effettivamente eccessiva. Per questo sono stati creati degli appositi valori (basati sull'indice glicemico in riferimento al glucosio):
- Fino a 10 il carico glicemico è considerato BASSO.
- Da 11 a 19 il carico glicemico è considerato MODERATO.
- Da 20 in su il carico glicemico è considerato ALTO.

In base a questi valori è possibile stabilire le quantità limite di determinati alimenti per poter rimanere dentro i termini del carico glicemico "moderato". Di seguito alcuni esempi:
- se l'IG medio degli spaghetti è "57"[11], ed il suo contenuto di carboidrati medio al secco è del 75 %, per ottenere un piatto dal carico glicemico medio si potrà consumarne al massimo circa 40 grammi sul secco.
IG (57) x quantità di carboidrati (30 grammi su 40 di peso) / 100 = 17,1
- se l'IG medio del riso bianco è "83"[12], ed il suo contenuto di carboidrati medio al secco è dell'80%, per ottenere un piatto dal carico glicemico medio si potrà consumarne al massimo circa 30 grammi sul secco.
IG (83) x quantità di carboidrati (24 su 30 di peso) / 100 = 19,9
- se l'IG medio del riso integrale è "72"[13], ed il suo contenuto di carboidrati medio al secco è dell'80%, per ottenere un piatto dal carico glicemico medio si potrà consumarne al massimo circa 30 grammi sul secco.
IG (72) x quantità di carboidrati (24 su 30 di peso) / 100 = 17,2
- se l'IG medio del pane bianco è "70"[14], ed il suo contenuto di carboidrati medio è del 70 %, per ottenere una porzione dal carico glicemico medio si potrà consumarne al massimo circa 40 grammi.
IG (70) x quantità di carboidrati (28 su 40 di peso) / 100 = 19,6
- se l'IG dei fiocchi di mais (Kellogg's Corn Flakes) è di "91"[11], ed il loro contenuto di carboidrati al secco è di circa il 90 %, per ottenere un pasto dal carico glicemico medio (senza l'aggiunta di latte) si potrà consumarne al massimo circa 25 grammi.
IG (91) x quantità di carboidrati (22,5 su 25 di peso) / 100 = 20,4
- se l'IG delle patate bollite è di "80"[15], ed il loro contenuto di carboidrati è di circa il 20 %, per ottenere un pasto dal carico glicemico medio si potrà consumarne al massimo circa 100 grammi.
IG (80) x quantità di carboidrati (24 su 120 di peso) / 100 = 19,2
- se l'IG dei fagioli è di "30"[11], ed il loro contenuto di carboidrati sul secco è di circa il 60 %, per ottenere un pasto dal carico glicemico medio si potrà consumarne al massimo circa 100 grammi sul secco.
IG (30) x quantità di carboidrati (60 su 100 di peso) / 100 = 18
- se l'IG della Coca Cola è di "58"[11], ed il suo contenuto di carboidrati è del 10,5 % (ml), per ottenerne una quantità dal carico glicemico medio si potrà berne al massimo circa 300 ml.
IG (58) x quantità di carboidrati (31,5 su 300 ml) / 100 = 18,2
- se l'IG medio della pera è di "38"[11], ed il suo contenuto medio di carboidrati è di circa il 15 %, per ottenere una quantità dal carico glicemico medio sarà possibile consumarne al massimo circa 300 grammi.
IG (38) x quantità di carboidrati (45 su 300 di peso) / 100 = 17,1
- se l'IG del saccarosio è "68"[11], per ottenere una quantità dal carico glicemico medio potrò consumarne al massimo circa 27 grammi.
IG (68) x quantità di carboidrati (27) / 100 = 18,3
- se l'IG del glucosio è "100"[16], per ottenere una quantità dal carico glicemico medio potrò consumarne al massimo circa 19 grammi.
IG (100) x quantità di carboidrati (19) / 100 = 19

Questi esempi hanno voluto rappresentare la quantità entro il quale, per definizione, una fonte glucidica non possa considerarsi elevata. Si precisa però che questi sono modelli standard che tendono a definire una media, e che la soglia per determinare se un CG sia realmente medio o alto può variare da individuo a individuo. Per alcuni, già un CG precedente al punteggio di "19" può rivelarsi alto, per altri, anche superato questo limite, il CG può mantenersi ancora medio. In realtà, la sensibilità dei tessuti insulino-dipendenti (essenzialmente il muscolo scheletrico) può dipendere da vari fattori, come appunto la predisposizione individuale, il livello di massa muscolare, il regime nutrizionale, l'orario del giorno, lo stato di salute, lo stile di vita, il periodo successivo all'attività sportiva ecc. Ecco perché, per essere sicuri di prevenire cause avverse, o per le persone sovrappeso o insulinoresistenti, può essere più indicato mantenersi su un carico glicemico "basso" piuttosto che "medio". Ad ogni modo questi schemi dimostrano come in relazione a molte fonti glucidiche che vengono tradizionalmente consumate in quantità più abbondanti (riso, pasta, pane bianco, fiocchi di mais, e altri cereali), già dosi molto basse rispetto al consumo abituale causano una produzione di insulina per definizione molto elevata senza fornire, specie nelle giuste quantità, un buon senso di sazietà; al contrario, per alimenti che vengono comunemente demonizzati per il loro medio/alto indice glicemico (saccarosio, glucosio) a prescindere dalla quantità assunta, siano necessarie porzioni relativamente alte per raggiungere un elevato carico glicemico (una bustina di zucchero da 5 grammi ha un CG di 3,4; ma anche 5 grammi di glucosio arrivano appena a un CG di 5, quando il limite è 19); mentre per una buona parte dei frutti (pere, mele), sarà necessario ingerirne centinaia di grammi per superare il limite del CG medio, molto probabilmente non riuscendo neanche a raggiungere tale limite date le proprietà altamente sazianti di questi alimenti, grazie all'elevato contenuto di acqua e la presenza di fibra. Detto questo, calcolare appositamente la quantità di un pasto glucidico in modo che risulti sul limite tra CG medio e alto (attorno a 19-20 circa) può non essere una soluzione, poiché, oltre alla questione della tolleranza individuale che può rivelarsi più bassa per alcuni soggetti, l'accostamento di altri alimenti dal potere calorico di qualsiasi natura (macronutrienti) ad una tale porzione, partecipano in ogni caso ad incrementare la produzione di insulina in maniera variabile (indice insulinico), sebbene contribuiscano, in buona parte dei casi, a rallentarne l'assorbimento. Inoltre per gli alimenti, i livelli della glicemia e dell'insulinemia non sono strettamente proporzionali (specie per i cibi proteici, il latte e derivati, e i dolci composti da carboidrati raffinati e grassi saturi), pertanto calcolare un CG in modo che risulti, ad esempio, medio, non significa che la conseguente produzione di insulina sarà sempre proporzionale a quella del CG in questione.

## Carico glicemico a confronto
Bisogna valutare in aggiunta, che di fronte ad una scelta alimentare, a parità di carico glicemico è consigliabile preferire comunque una fonte a indice glicemico più basso. Anche se i livelli glicemici si rivelano identici in relazione a due fonti di diverso IG, che nelle adeguate proporzioni danno un CG identico, la velocità di innalzamento della glicemia è maggiore per la fonte ad alto IG.
Per la precisione, con un pari carico glicemico, il cibo ad elevato indice glicemico non decreta quantità diverse o inferiori di zuccheri nel sangue rispetto al cibo a basso indice glicemico, ma la velocità con cui i livelli glicemici si innalzano è maggiore per la fonte ad alto IG.
Per comprendere meglio questo concetto sarà necessario fare alcuni esempi:
- se l'IG medio della pera è di 38[11], ed il suo contenuto medio di carboidrati è di circa il 15 %, significa che se si consumano 100 grammi di pera, si assume un carico glicemico di 5,7 (ovvero un CG basso). IG (38) x quantità di carboidrati (15 su 100 di peso) / 100 = 5,7
- se l'IG medio dei fagioli è "30"[11], ed il suo contenuto medio di carboidrati medio sul secco è del 60 %, per ottenere un carico glicemico identico a 100 grammi di pera con questo alimento devo consumarne 30 grammi secchi. IG (30) x quantità di carboidrati (18 su 30 di peso) / 100 = 5,4
- se l'IG del glucosio è "100"[11], per ottenere un carico glicemico identico a 100 grammi di pera con questo alimento devo consumarne 5,7 grammi. IG (100) x quantità di carboidrati (5,7) / 100 = 5,7
- se l'IG medio del riso bianco è "83"[12], ed il suo contenuto medio di carboidrati sul secco è dell'80%, per ottenere un carico glicemico identico a 100 grammi di pera con questo alimento devo consumarne circa 8 grammi secchi. IG (83) x quantità di carboidrati (6,4 su 8 di peso) / 100 = 5,3

100 grammi di pere hanno lo stesso carico glicemico di circa 30 grammi di fagioli (secchi), 5 grammi di glucosio e di 8 grammi di riso bianco (secco). Si precisa che l'IG della frutta, verdura e altre fonti alimentari vegetali dal contenuto glucidico è estremamente variabile in base a grado di maturazione, varietà, rapporto tra i diversi zuccheri, eventuali tempi di cottura, ed altri vari fattori che ne alterano il valore. Così come la stessa densità o percentuale glucidica può essere leggermente variabile. Tuttavia questo vuole solo essere un esempio pratico e ipotetico per poter comprendere il concetto di un carico glicemico identico proveniente da diverse fonti glucidiche dal indice glicemico rispettivamente basso e alto.
Quindi un basso carico glicemico derivante da una fonte ad alto indice glicemico, come il glucosio o di riso bianco (CG rispettivamente di 5,7 e 5,3), non causerà un processo di accumulo di grasso, poiché risultando si per sé basso l'impatto sulla glicemia, sarà bassa anche la relativa produzione di insulina. Ma la velocità con la quale viene raggiunto un analogo livello di zuccheri nel sangue prodotto dallo stesso carico glicemico delle quattro fonti è maggiore per quelle ad alto indice glicemico (glucosio, riso bianco) rispetto alla fonte di carboidrati a basso indice glicemico (pera, fagioli).
Infatti un basso carico glicemico derivante da una fonte alimentare a basso indice glicemico determina un lento ingresso degli zuccheri nel circolo ematico, e allo stesso modo risulterà lento l'abbassamento degli zuccheri stessi, in correlazione ad un intervento dell'insulina più diluito. Ciò si traduce in una prolungata sensazione di sazietà (a causa dei più lunghi processi digestivi, una maggior permanenza del cibo nel tratto gastrico ed altre cause ormonali e nervose), ed una disponibilità di zuccheri maggiormente sostenuta nel tempo. Il lento abbassamento degli zuccheri e dell'insulina favoriti da IG basso + CG basso decreta un maggior senso di sazietà e un minore stimolo della fame. Un pasto puramente glucidico a basso IG infatti determinerà al massimo due ore di permanenza degli zuccheri nel circolo ematico, contro i pochi minuti di uno ad alto IG.

## Densità glucidica
Fondamentale per la valutazione del carico glicemico è il riconoscimento della densità o percentuale di glucidi contenuta in un alimento, poiché è necessario anche questo dato per poterne stabilire il valore. A poco serve conoscere l'IG di un alimento se poi non si considera la quantità di carboidrati contenuti al suo interno. Se infatti un alimento ha un alto IG ma una bassa densità di carboidrati (prevalentemente per l'alto contenuto di acqua), il suo consumo potrà comunque essere relativamente più abbondante, senza che venga raggiunto un alto CG, ovvero il risultato che interessa prevalentemente la prevenzione di un evento di iperglicemia. Al contrario se un alimento ha un moderato IG ma un'alta densità glucidica, il suo consumo dovrà essere più contenuto:
- se l'IG medio dell'anguria è 80[22], e la sua densità media di carboidrati è del 5%, per ottenere una porzione dal carico glicemico medio si potrà consumarne al massimo poco meno di 500 grammi.
IG (80) x quantità di carboidrati (25 su 500 di peso) / 100 = 20;
- se l'IG medio delle patate bollite è di 80[15], e la loro densità di carboidrati è di circa il 20%, per ottenere un pasto dal carico glicemico medio si potrà consumarne al massimo poco più di 120 grammi.
IG (80) x quantità di carboidrati (24 su 120 di peso) / 100 = 19,2;
- se l'IG medio degli spaghetti è 57[11], e la loro densità di carboidrati medio sul peso secco è del 75%, per ottenere un piatto dal carico glicemico medio si potrà consumarne al massimo circa 40 grammi sul peso secco.
IG (57) x quantità di carboidrati (30 grammi su 40 di peso) / 100 = 17,1.

Osservando questi esempi si può capire che non è solo l'indice glicemico di un alimento a rivelarsi essenziale per conoscere e controllare il carico glicemico, ma anche la percentuale glucidica. Sono entrambi questi valori che, assieme, hanno un ruolo ugualmente determinante sul risultato del carico glicemico. Alimenti ad alto indice glicemico ma a bassa densità di carboidrati (5-20 %) come l'anguria o le patate bollite, possono essere consumate in quantità notevolmente più abbondanti (100, 200, 500 gr) rispetto ad un cibo a IG medio come gli spaghetti (40 gr secchi), ma dall'alta densità glucidica (75 %). L'alta densità di carboidrati negli spaghetti comunque è dovuta al fatto che l'alimento viene pesato secco; in seguito alla cottura, il peso degli spaghetti aumenta a causa dell'idratazione: se la percentuale di acqua incrementa, di conseguenza diminusice quella dei macronutrienti (quindi anche dei carboidrati). Allo stesso modo la bassa densità di glucidi nelle patate e nell'anguria sono determinate soprattutto dal loro alto contenuto di acqua.

### Quantità di glucidi in grammi
In aggiunta, il controllo della densità glucidica serve anche a valutare un altro importante fattore, cioè il calcolo dell'apporto di carboidrati in grammi. Infatti considerare solo l'indice e il carico glicemico non è l'unico accorgimento per controllare i livelli glicemici, in quanto anche l'ammontare di carboidrati incide sulla risposta glicemica e insulinemica. Molti professionisti della nutrizione preferiscono parlare di calcolo della quantità di carboidrati in grammi piuttosto che di indice e carico glicemico dei cibi, il che può avere una grande importanza in abbinamento all'utilizzo di questi parametri. La quantità di carboidrati ha un grande impatto sulla glicemia, e due alimenti con lo stesso contenuto di carboidrati potrebbero essere circa paragonabili nei loro effetti sui livelli di glucosio ematico, nonostante un'eventuale differenza nel loro IG e CG. Anche se si preferisce il consumo di un cibo glucidico qualitativamente migliore sotto il profilo glicemico, se l'effettivo apporto di carboidrati indotto da una porzione di questo cibo, oppure il totale apporto quotidiano, sono eccessivi, ne risulta in ogni caso in una risposta glicemica generale oltre la soglia. Questo aspetto comunque viene in parte compreso tramite il concetto del carico glicemico, parametro che tuttavia incoraggerebbe ad un abbondante e maggior consumo di carboidrati quando questi derivano da cibi a basso IG. Al contrario, il controllo dei grammi di glucidi totali a prescindere dalla qualità (IG) e relativa quantità (CG), serve a comprendere le loro proprietà da un altro punto di vista. Questo principio trova l'applicazione nel contesto del fabbisogno calorico/glucidico giornaliero, dove viene prevista una quota totale di carboidrati, che vengono distribuiti durante la giornata. Nel calcolo del fabbisogno calorico non si parla strettamente di qualità, ma piuttosto di quantità totale in grammi di macronutrienti.
- se l'IG medio degli spaghetti è "57"[11], ed il suo contenuto di carboidrati medio al secco è del 75 %, per ottenere una quantità di carboidrati di 50 grammi, devo consumarne circa 70 grammi secchi (quantità esatta 52,5 gr di carb). Il carico glicemico che si ottiene con 70 grammi di spaghetti è: IG (57) x quantità di carboidrati (52,5 su 70 di peso) / 100 = 29,9
- se l'IG medio del riso bianco è "83"[12], ed il suo contenuto di carboidrati medio sul secco è dell'80 %, per ottenere una quantità di carboidrati di 50 grammi, è necessario consumarne circa 60 grammi secchi (quantità esatta 48 gr di carb). Il carico glicemico che si ottiene con 60 grammi di riso bianco è: IG (83) x quantità di carboidrati (48 su 60 di peso) / 100 = 39,8
- se l'IG dei fagioli è di "30", ed il loro contenuto di carboidrati sul secco è di circa il 60 %, per ottenere una quantità di carboidrati di 50 grammi è necessario consumarne circa 80 grammi. Il carico glicemico che si ottiene con 50 grammi di fagioli è: IG (30) x quantità di carboidrati (48 su 80 di peso) / 100 = 14,4
- se l'IG del saccarosio è "68"[11], ed il suo contenuto di carboidrati è del 100%, per ottenere una quantità di carboidrati di 50 grammi, devo consumarne quindi la stessa quantità. Il carico glicemico che si ottiene con 50 grammi di saccarosio è: IG (68) x quantità di carboidrati 50 / 100 = 34
- se l'IG del fruttosio è "20"[11], ed il suo contenuto di carboidrati è del 100%, per ottenere una quantità di carboidrati di 50 grammi, devo consumarne quindi la stessa quantità. Il carico glicemico che si ottiene con 50 grammi di fruttosio è: IG (20) x quantità di carboidrati 50 / 100 = 10
- 50 grammi di carboidrati da spaghetti (70 gr totali sul secco): IG 57; CG 29,9
- 50 grammi di carboidrati da riso bianco (60 gr totali sul secco): IG 80; CG 39,8
- 50 grammi di carboidrati da fagioli (80 gr totali sul secco): IG 30; CG 14,4
- 50 grammi di carboidrati da saccarosio (50 gr totali): IG 68; CG 34
- 50 grammi di carboidrati da fruttosio (50 gr totali): IG 20; CG 10

Questo esempio comunque ha preso in esame quantità di carboidrati che sono risultate spesso in un carico glicemico che supera abbondamente la soglia media, e che mantiene un CG alto. Ad ogni modo, il controllo dell'apporto di glucidi in grammi risulta un fattore aggiuntivo e complementare da applicare nel contesto della loro assunzione, assieme al indice e carico glicemico. Bisogna infine sottolineare che, mantenendosi generalmente all'interno di un carico glicemico medio, o meglio basso, questo obbliga comunque ad un consumo di carboidrati in grammi tendenzialmente contenuto, tranne alcune eccezioni, e questo comporta indirettamente il controllo dell'apporto glucidico in grammi. L'eccezione in questo caso è rappresentata dal fruttosio e dai fagioli, che mostrando un bassissimo punteggio glicemico (rispettivamente 20 e 30), anche se consumati in quantità maggiori di quelle previste nell'esempio, non portano ad ottenere un CG alto. È in casi come questi che il calcolo di carboidrati in grammi potrebbe assumere un maggiore importanza, laddove i soli IG e CG rivelerebbero una stima incompleta e limitata dimostrandosi permissive sul consumo di quantità di carboidrati più abbondanti. Un corretto piano alimentare dovrebbe prevedere anche questo tipo di valutazione, che si presenta più facile e flessibile da applicare, in abbinamento alle stime dell'indice e carico glicemico.

## Conclusioni e fraintendimenti
Da queste osservazioni si conclude che:
- Il mero controllo del carico glicemico indipendentemente dalla fonte, se ad alto o basso IG, serve a controllare teoricamente i livelli della glicemia e conseguentemente la quantità di insulina prodotta (quest'ultima solo in stretta correlazione con i carboidrati), e quindi prevenire strettamente casi di iperglicemia, iperinsulinemia e probabile accumulo di grasso (lipogenesi);
- Il controllo specifico dell'indice glicemico (e quindi della fonte glucidica), indipendentemente dal carico glicemico, serve invece a controllare i tempi di assimilazione, quindi se quella fonte sarà assorbita più o meno rapidamente e gradualmente, e se avrà un potere saziante per più o meno tempo (per i più lunghi processi digestivi e la maggiore permanenza nello stomaco, ed altri vari motivi di natura ormonale e neuroendocrina). È importante sottolineare che questi fattori da soli (cioè il lento o rapido assorbimento) non sono determinanti nel controllare i livelli glicemici e la conseguente quantità di insulina prodotta, che invece vengono controllati in parte col punto precedente (cioè con il carico glicemico). Ma, nel caso di assunzione di un carico glicemico identico proveniente da una fonte rispettivamente ad alto e basso IG, si è ipotizzato che la fonte a basso IG porti più difficilmente ad eventi indesiderati.

In ogni caso bisogna considerare anche l'indice insulinico e il carico insulinico dei cibi o dei pasti, e quindi il fatto che la produzione di insulina comunque non è strettamente proporzionale all'impatto glicemico o al carico glicemico, sia, in alcuni casi, in relazione ad un tipo di cibo, sia, soprattutto, in relazione alla mescolanza di vari cibi.
Comunque, rispettando contemporaneamente questi due punti, cioè ottenere un basso carico glicemico da una fonte a basso indice glicemico, si riescono ad ottenere il massimo dei vantaggi in termini di controllo dei glucidi. Tuttavia, fraintendendo questi concetti, molti sono stati portati a sostenere che consumare un cibo a basso/medio IG ricavando un CG alto sia comunque meglio di consumare un cibo ad alto IG, ricavando un CG basso. Si è cioè confusa la velocità di assorbimento di un cibo (IG) con il fatto che questo sia in grado di produrre una risposta glicemica e insulinica alta o bassa, non in base alla relativa quantità (CG), ma alla velocità di assorbimento (IG).
Per essere più chiari, si è pensato che fosse il rapido assorbimento dei carboidrati in sé (alto IG) il fattore che causasse iperglicemia, quando realmente è la relativa quantità che la determina (alto CG), indipendentemente dal rapido o lento assorbimento.
Se i cibi ad alto IG causassero iperglicemia indipendentemente dalla loro quantità, e allo stesso modo quelli a basso o medio IG non potessero causarla, allora il parametro del carico glicemico non avrebbe motivo di esistere. I cibi a basso o medio IG non sono affatto esclusi dalla serie di alimenti che causano potenzialmente iperglicemia e iperinsulinemia, ma semplicemente, a parità di contenuto di glucidi, possono essere consumati in quantità proporzionalmente superiori ai cibi ad alto IG prima che venga ottenuto un carico glicemico elevato. Così come un cibo ad alto IG, consumato nelle adeguate quantità, non può in alcun modo provocare iperglicemia. Queste quantità comunque sono determinate anche dalla densità di glucidi contenuti in un alimento (un carboidrato puro ha il 100% di glucidi), e dal suo potere saziante, che in alcuni casi può essere talmente elevato (a causa dell'elevata presenza di acqua, fibra, o grassi) da rendere difficoltosa l'ingestione in una quantità tale da poter raggiungere un CG alto.

Si è infatti detto che ad esempio:
- 5 grammi di glucosio (IG alto: 100) avranno un basso impatto sulla glicemia (100 x 5 / 100 = CG basso: 5) e non potranno portare ad iperglicemia, iperinsulinemia e all'accumulo di grasso nonostante siano assimilati molto rapidamente;
- 100 grammi di spaghetti (IG medio: 57) avranno un impatto molto alto sulla glicemia (57 x 75 / 100 = CG alto: 42), e un probabile effetto sull'accumulo di grasso, nonostante siano assimilati più lentamente;

Il largo inutilizzo dei coefficienti per poter stabilire se un CG è basso (fino a 10), medio (tra 11 e 19), o alto (20 o più), e l'attenzione concentrata solo sul IG, ha contribuito a far sopravvalutare le fonti glucidiche amidacee a IG generalmente medio, come i cereali (che spesso hanno peraltro un IG alto), e a giustificarne l'uso in quantità proporzionalmente molto elevate perché da sempre parte della nostra tradizione alimentare, e per il loro inferiore potere saziante che ne induce un consumo più abbondante. Si sono dunque sovrastimate le proprietà dell'intera classe dei cibi ricchi di amido (amidacei), sostenendo che, essendo questo un carboidrato complesso, risultasse presumibilmente a lenta digestione e ad indice glicemico medio, e fosse dunque consentita, se non incentivata, la scelta di alimenti dal modesto o alto contenuto di questo carboidrato, in quantità oggettivamente eccessive se relazionate alla scala di valori del carico glicemico basso o medio. Anche in questo caso non si è valutato che l'amido:
- è un polimero del glucosio (una macromolecola formata da tante catene di glucosio) in buona parte dei casi altamente digeribile;
- che la struttura complessa non determina necessariamente un lento assorbimento (ad esempio molte qualità di riso, mais, farinacei a base di grano, hanno un IG alto per definizione);
- così come la struttura semplice di altri glucidi non determina sempre un rapido assorbimento (ad esempio fruttosio, trealosio, isomaltulosio, galattosio, lattosio pur essendo semplici, non sono di rapida assimilazione, oppure non sono insulinogenici);
- quindi che la presunta assimilazione graduale degli amidacei in realtà non si manifesta se quel cibo ha un medio-alto IG;
- che la maggiore permanenza nel tratto gastrico (3 ore circa) non significa una conseguente lenta assimilazione;
- che la cottura ne eleva l'indice glicemico in maniera proporzionale (fino ad arrivare, nei casi limite, al IG del glucosio stesso, o non distante);
- che la sua digeribilità può dipendere in parte dal grado di idratazione dell'alimento;
- che l'indice glicemico varia anche in base al rapporto amilosio/amilopectina;
- fondamentale è il fattore di alta densità di questo carboidrato nei principali amidacei, ovvero cereali e legumi (tra il 60 e l'80 % sul secco);
- che un consumo di cibi contenenti questo carboidrato anche in quantità modeste il più delle volte sortisce un effetto iperglicemizzante in base al calcolo del carico glicemico, a causa della sua alta digeribilità, alta densità, ridotto potere saziante, ridotta presenza di altri macronutrienti e fibra.

Anche i cibi amidacei integrali, per quanto presentino un IG leggermente e mediamente più basso, rappresentano una variazione ininfluente per controllare il carico glicemico: gli esempi soprastanti hanno dimostrato ad esempio che se l'IG del riso bianco è "83", per ottenere un piatto dal carico glicemico medio se ne potrà consumare al massimo meno di 30 grammi al secco (CG: 19,9); mentre l'IG medio del riso integrale è "72", e per ottenere un CG praticamente analogo a quello del riso bianco se ne consuma la stessa quantità, ovvero 30 grammi (CG: 17,2), con una variazione irrilevante sul punteggio. Questo a causa dell'alta densità di glucidi contenuti anche nella maggior parte dei cibi integrali come pasta o riso (65-80 % al secco), e in alcuni casi del ridotto contenuto di fibre, anche se generalmente maggiore rispetto ai raffinati. Ciò fa capire che dieci punti di differenza nell'indice glicemico di diversi cibi non danno esiti poi così diversi se vengono consumate fonti ad alta percentuale di glucidi. Se in aggiunta viene considerato il fatto che l'IG varia a seconda dei tempi di cottura e in base alla varietà di un alimento, e che comunque, la secrezione di insulina viene incrementata ulteriormente con l'accostamento di altri cibi nel pasto, se ne conclude che di reali differenze sulla glicemia e insulinemia non possano essere concretamente riscontrate dal consumo di un tipo di cibo integrale rispetto ad uno raffinato (come nel caso della pasta o riso). Uno studio ad esempio riscontrò che gli spaghetti integrali, pur presentano un indice glicemico contenuto similmente agli spaghetti bianchi, incrementavano la risposta insulinica rispetto a questi ultimi a causa del loro maggiore contenuto proteico.
Di fronte a queste mal interpretazioni, si è pensato infatti che mescolare proteine e grassi ad un pasto glucidico ne riducesse il suo indice glicemico e quindi la probabilità di causare eventi di iperglicemia, iperinsulinemia e accumulo di grasso, poiché viene rallentata l'assimilazione complessiva del pasto (Dieta Zona). Effettivamente, mentre i glucidi, se assunti da soli, passano in tempi relativamente più rapidi il tratto gastrico poiché in tale sede non sono presenti gli enzimi necessari per la loro digestione (si fa riferimento ai glucidi complessi come l'amido), le proteine e i grassi subiscono il primo stadio digestivo nello stomaco, e ciò rallenta ulteriormente tale processo, ed il passaggio dell'impasto (chimo) dallo stomaco verso l'intestino tenue dove il cibo inizierà ad essere assimilato. Per di più, proteine e soprattutto lipidi richiedono tempi di digestione più laboriosi e protratti. Questo però non significa che la quantità di insulina prodotta in risposta ai carboidrati sia ridotta; ciò che viene alterato è solo il processo digestivo rallentato. Gli eventuali tempi ritardati dello svuotamento gastrico non sono un fattore determinante nel controllare i conseguenti livelli insulinemici. Anche questa volta si è confusa quindi la rallentata digestione, la maggiore permanenza in sede gastrica, e il senso di sazietà prolungato (effettivamente caratteristiche dei cibi a IG più basso) date da un pasto misto, con una presunta ridotta secrezione dell'ormone insulina. Ma come si è potuto vedere precedentemente, non è la velocità di assimilazione a decretare una maggiore o minore produzione di insulina, bensì fattori più specifici come il carico glicemico, l'indice insulinico, il carico insulinico, e quindi l'eventuale accostamento di vari cibi dal potere più o meno insulinogenico (carboidrati e proteine in primis). Al contrario, dalla mescolanza tra quello stesso carico glicemico e altri macronutrienti, la secrezione di insulina (e quindi il carico insulinico), verrà ulteriormente incrementata, così come sarà più probabile la manifestazione di iperinsulinemia e lipogenesi (indice insulinico), o di altre varie conseguenze negative dal punto di vista salutistico. Se infatti viene calcolato il CG di una pietanza in modo che risulti basso o medio, e poi vengono accoppiati a questo pasto delle fonti proteiche e/o lipidiche, ad esempio della carne, del pesce, o dell'olio, la secrezione di insulina sarà comunque maggiore rispetto a quella che sarebbe stata prodotta in risposta alla sola ingestione del pasto glucidico. Se da un lato, con un pasto misto, vengono in un certo senso "ridotti" l'indice e il carico glicemico della fonte glucidica, dall'altro vengono incrementati l'indice e il carico insulinico del pasto complessivo, dando comunque luogo ad una maggiore produzione di insulina generale. Si è visto che un pasto misto contenente glucidi provoca un aumento dell'insulinemia di 5-7 volte.